# Tasuku Honjo
Tasuku Honjo (本庶 佑 Honjo Tasuku, født 27. januar 1942) er en japansk immunolog. Han modtog nobelprisen i fysiologi eller medicin sammen med James P. Allison for sin forskning i cancer immunterapi. Tidligere havde de modtaget Tang Prize i bioteknologi for samme arbejde.